# Pterastericola vivipara
Pterastericola vivipara är en plattmaskart. Pterastericola vivipara ingår i släktet Pterastericola och familjen Pterastericolidae. Inga underarter finns listade i Catalogue of Life.